# Người Nhện: Không còn nhà
Người Nhện: Không còn nhà (tựa gốc tiếng Anh: Spider-Man: No Way Home) là một bộ phim siêu anh hùng năm 2021 của Mỹ dựa trên nhân vật Peter Parker của Marvel Comics, do Columbia Pictures và Marvel Studios đồng sản xuất và được phân phối bởi Sony Pictures Releasing. Bộ phim là phần tiếp theo của Người Nhện: Trở về nhà (2017) và Người Nhện xa nhà (2019) và là phần phim thứ 27 của Vũ trụ Điện ảnh Marvel (MCU). Bộ phim do Jon Watts đạo diễn và kịch bản được chấp bút bởi Chris McKenna và Erik Sommers. Phim có sự tham gia của Tom Holland trong vai Peter Parker cùng với Zendaya, Benedict Cumberbatch, Jacob Batalon, Jon Favreau, Jamie Foxx, Willem Dafoe, Alfred Molina, Benedict Wong, Tony Revolori, Marisa Tomei, Andrew Garfield và Tobey Maguire.
Bộ phim Người Nhện thứ ba thuộc Vũ trụ điện ảnh MCU được lên kế hoạch vào năm 2017, trong quá trình sản xuất Người Nhện: Trở về nhà. Đến tháng 8 năm 2019, cuộc đàm phán giữa Sony và Marvel Studios để thay đổi thỏa thuận của họ – trong đó cả hai cùng bắt tay sản xuất các bộ phim Người Nhện cùng nhau – đã kết thúc với việc Marvel Studios rời khỏi dự án. Tuy nhiên, phản ứng tiêu cực của người hâm mộ đã dẫn đến một thỏa thuận mới giữa hai công ty 1 tháng sau đó. Watts, McKenna, Sommers và Holland đã được chuẩn bị để quay trở lại vào thời điểm đó. Phim bắt đầu ghi hình vào tháng 10 năm 2020 tại New York, trước khi chuyển đến Atlanta vào cuối tháng. Trong quá trình quay phim, Foxx và Molina được tiết lộ sẽ xuất hiện trong phim, họ sẽ quay trở lại với các vai diễn trong những bộ phim Người Nhện trước đây. Tiêu đề của bộ phim được hé lộ vào tháng 2 năm 2021. Việc quay phim cũng được diễn ra ở Los Angeles và Iceland và kết thúc vào tháng 3 năm 2021.
Bộ phim được công chiếu lần đầu tại Nhà hát Fox Village ở Los Angeles vào ngày 13 tháng 12 năm 2021 và được phát hành tại rạp ở Hoa Kỳ vào ngày 17 tháng 12. Phim nhận được nhiều đánh giá tích cực từ các nhà phê bình về cốt truyện, đạo diễn, phân cảnh hành động và diễn xuất của dàn diễn viên. Không còn nhà đã thu về gần 1.9 tỷ đô la Mỹ trên toàn thế giới, trở thành phim có doanh thu cao nhất năm 2021. Phiên bản mở rộng của phim được phát hành trên toàn cầu tại các rạp chiếu vào tháng 9 năm 2022, trong khi phần tiếp theo đang được phát triển.

## Nội dung
Bản mẫu:Spoiler
Sau khi Quentin Beck-Mysterio đăng đoạn video nói về Người Nhện khiến người dân toàn thế giới hiểu nhầm Người Nhện sát hại hắn và tiết lộ danh tính thật của cậu là Peter Parker, dì của Peter là May, MJ và Ned Leeds bị thẩm vấn, nhưng mọi cáo buộc đều được bãi bỏ với sự giúp đỡ của luật sư Matt Murdock. Parker, MJ và Ned nộp đơn vào MIT, nhưng đơn đăng ký bị từ chối do mối quan hệ của MJ và Ned với Người Nhện. Parker đến thăm Sanctum Sanctorum để nhờ phù thủy tối thượng, Stephen Strange giúp đỡ, và Strange gợi ý một cổ thuật có thể khiến mọi người quên đi Peter Parker là Người Nhện. Tuy nhiên, trong khi Strange sử dụng câu thần chú, Peter liên tục yêu cầu thay đổi, khiến nó trở nên bị lỗi và khiến cho những người biết đến thân phận thật của Người Nhện ở những vũ trụ khác bị kéo đến dòng thời gian chính của vũ trụ MCU.
Peter đến cầu Alexander Hamilton để thuyết phục một quản trị viên MIT chấp nhận đơn đăng ký của Ned và MJ, nhưng cây cầu bất ngờ bị tấn công bởi Tiến sỹ Otto Octavius. Peter, mặc bộ đồ Iron Spider, chiến đấu với Octavius tại cây cầu trong khi cố gắng cứu quản trị viên này. Khi Octavius xé toạc Peter khỏi bộ đồ Iron Spider, nó bắt đầu liên kết với các xúc tu cơ học của hắn và cho phép Parker vô hiệu hóa các xúc tu. Sau đó, họ nhận thấy Green Goblin, Norman Osborn, đang bay về phía họ, nhưng trước khi hắn có thể tấn công hai người, Strange đã bắt Octavius và đưa ông ta vào một phòng giam ở Sanctum, cùng với Curt Connors / Lizard. Strange giải thích rằng câu thần chú đã triệu hồi mọi người biết thân phận thật của Người Nhện từ mọi nơi của đa vũ trụ. Strange ra lệnh cho Peter, với sự giúp đỡ của MJ và Ned, tìm và bắt những kẻ còn lại.
Peter xác định vị trí của Max Dillon và Flint Marko trong một khu rừng. Trong khi đó, Norman Osborn, sau khi giành lại quyền kiểm soát bản thân đối với nhân cách Green Goblin bị chia cắt của mình, trở thành một nhân viên của F.E.A.S.T. rồi được May xử lý trước khi Peter tìm thấy ông ta. Strange giam giữ Osborn với những kẻ khác, sau đó chuẩn bị một câu thần chú chứa trong một chiếc hộp sẽ đưa những tên phản diện trở lại vũ trụ. Peter lập luận rằng trước tiên bọn họ nên được chữa khỏi các năng lực bất thường và chứng mất trí của mình, từ đó hy vọng rằng làm như vậy sẽ ngăn chặn cái chết của họ khi trở về. Peter đánh cắp câu thần chú được đóng hộp, và sau một cuộc chiến ngắn ngủi trong Không gian Kính, Strange đã bị bẫy ở đấy trong 12 giờ. Trong khi phát triển các phương pháp chữa trị cho Dillon và Osborn, nhân cách Goblin nắm quyền kiểm soát Osborn và thuyết phục những kẻ phản diện chống lại Peter. Dillon, Marko và Connors trốn thoát còn Osborn phá hủy căn hộ trước khi giết dì May.
Ned học cách mở cổng không gian bằng cách sử dụng nhẫn kép của Strange, cậu và MJ sử dụng nó để cố gắng xác định vị trí của Parker. Thay vào đó, họ vô tình tìm thấy hai phiên bản khác của Parker cũng được triệu hồi bởi phép thuật của Strange, được gọi là "Peter-Two" do Tobey Maguire đóng và "Peter-Three" do Andrew Grafield đóng. Ned và MJ tìm Peter và an ủi cậu, trong khi những Người Nhện khác chia sẻ câu chuyện riêng của họ về việc mất đi những người thân yêu và an ủi cậu chiến đấu vì danh dự của dì May.
Các Người Nhện phát triển những phương pháp chữa trị cho những kẻ phản diện còn lại và dụ Dillon, Marko và Connors đến Tượng Nữ thần Tự do. Peter-Two chữa cho Marko và Peter-One chữa cho Connors. Octavius đến để hỗ trợ và chữa trị cho Dillon. Ned giải thoát Strange khỏi Không gian Kính, nhưng Norman Osborn đến và phá hủy câu thần chú đóng hộp, khiến hàng rào ngăn cách các vũ trụ bị phá vỡ. Trong khi Strange cố gắng duy trì kết giới, Peter suýt giết Norman trong cơn tức giận trước khi Peter-Two thuyết phục cậu ngừng lại. Peter-Three và Peter-One sau đó tiêm thuốc giải cho Norman, khôi phục lại sự tỉnh táo cho ông ta. Peter, nhận ra rằng cách duy nhất để bảo vệ kết giới của đa vũ trụ là xóa cậu ta khỏi trí nhớ của mọi người rồi hứa với MJ và Ned rằng cậu sẽ tìm lại họ. Peter và MJ sau đó ôm hôn nhau. Phép thuật đã được thực hiện, đưa 2 Người Nhện cùng dàn phản diện trở lại vũ trụ của họ và xóa sạch tất cả ký ức về Peter khỏi tâm trí mọi người (bao gồm cả Strange) trong vũ trụ MCU. Dẫu vậy ký ức về Người Nhện có tồn tại vẫn được giữ lại.
Hai tuần sau, Peter đấu tranh để làm quen lại với MJ và Ned, nhưng sau khi thấy rằng họ đã được nhận vào MIT, cậu thấy mình không thể làm vậy. Trong lúc thăm mộ của dì May, cậu có một cuộc trò chuyện ngắn ngủi với một Happy Hogan mà không hề quen biết cậu.
Bộ phim kết thúc với phân cảnh Peter ngồi cô đơn một mình trong một căn hộ chung cư mới, bên chiếc máy khâu phủ đầy vải vụn. Khi bất chợt bắt được tiếng radio nội bộ của cảnh sát New York, trên chiếc điện thoại cài phần mềm bắt sóng tự chế, Peter liền mặc ngay bộ đồ Người Nhện mới may và lao ra ngoài cửa sổ. Dưới trời tuyết trắng tối nay, Người Nhện có một nhiệm vụ.
Trong một cảnh mid-credit, Eddie Brock bị đưa đến dòng thời gian của MCU và Venom của anh ta quyết định tìm Người Nhện, nhưng đột nhiên bị quay trở lại vũ trụ của họ do phép thuật của Strange, vô tình để lại một phần của symbiote.

## Diễn viên
- Tom Holland trong vai Peter Parker / Người Nhện:[12] Một thiếu niên và Avenger nhận được khả năng giống như nhện sau khi bị cắn bởi một con nhện phóng xạ. Bộ phim khám phá những hậu quả sau cảnh mid-credit Người Nhện: Xa nhà (2019), trong đó danh tính Người Nhện của Peter bị bại lộ. Tom Holland cho biết Peter cảm thấy thất bại, bất an và rất hào hứng khi khám phá khía cạnh đen tối của nhân vật. Việc điều chỉnh trở lại để khắc họa Peter, bao gồm nâng cao cao độ giọng nói của anh ấy và quay trở lại tư duy của một "thiếu niên ngây thơ, quyến rũ", là điều kỳ lạ đối với Holland sau khi đảm nhận những vai trưởng thành hơn như trong Cherry (2021).
  - Tobey Maguire trong vai Peter Parker / Người Nhện: Một phiên bản của Peter Parker ở vũ trụ khác, người sử dụng mạng hữu cơ thay vì thiết bị phóng tơ như những người đồng cấp thay thế của mình. Maguire thể hiện lại vai diễn từ loạt phim Spider-Man của Sam Raimi. Những Người Nhện khác gọi anh ta là "Peter-Two", trong khi trang web chính thức của Marvel đặt tên anh ta là "Friendly Neighborhood Spider-Man".[13] Maguire muốn bộ phim chỉ tiết lộ những chi tiết tối thiểu về những gì đã xảy ra với nhân vật của anh ấy sau các sự kiện ở Spider-Man 3 (2007).
  - Andrew Garfield trong vai Peter Parker / Người Nhện: Một phiên bản của Peter Parker ở vũ trụ khác, người bị ám ảnh bởi thất bại trong việc cứu người bạn gái đã qua đời của mình, Gwen Stacy. Garfield thể hiện lại vai diễn từ loạt phim The Amazing Spider-Man của Marc Webb. Những Người Nhện khác gọi anh ta là "Peter-Three", trong khi trang web chính thức của Marvel đặt tên anh ta là "The Amazing Spider-Man".[13] Garfield chấp nhận vai trò của mình với tư cách là người anh em giữa của nhóm và quan tâm đến việc khám phá ý tưởng về một Peter Parker bị tra tấn sau các sự kiện của The Amazing Spider-Man 2, bao gồm cả cách các bài học từ những sự kiện đó có thể được truyền cho nhân vật của Tom Holland. Anh rất biết ơn vì có cơ hội "thắt chặt một số kết thúc lỏng lẻo" cho việc hóa thân thành Peter Parker, và mô tả việc làm việc với Holland và Maguire là cơ hội để có "những cuộc trò chuyện sâu hơn... về trải nghiệm của chúng tôi với nhân vật"[14]. Parker cuối cùng đã cứu MJ trong lúc cao trào theo cách tương tự như cách anh ta không cứu được Stacy trong The Amazing Spider-Man 2. McKenna và đồng biên kịch Erik Sommers đã ghi nhận đạo diễn Jon Watts vì đã nảy ra ý tưởng trong khi họ xem một cuộn phim hình dung trước giới thiệu những ý tưởng cho trận chiến đỉnh cao.
- Zendaya trong vai MJ: Bạn cùng lớp và là bạn gái của Peter Parker.[15] Tên đầy đủ của cô là Michelle Jones-Watson, đưa cô đến gần hơn với nhân vật Mary Jane-Watson trong truyện tranh.[16]
- Benedict Cumberbatch trong vai Dr. Stephen Strange:
Một bác sĩ phẫu thuật thần kinh trở thành Bậc thầy về Ma thuật Thần bí sau một vụ tai nạn xe hơi thảm khốc và buộc ông phải kết thúc sự nghiệp. Strange giữ vai trò cố vấn cho Peter thay thế Tony Stark (Robert Downey Jr.) trong Người Nhện: Trở về nhà (2017) và Nick Fury (Samuel L. Jackson) trong Người Nhện: Xa nhà (2019).[17]
- Jacob Batalon trong vai Ned Leeds:  Bạn thân của Peter Parker.[18] Batalon đã giảm 46 kg cho vai diễn trong phim.[19]
- Jon Favreau trong vai Harold "Happy" Hogan: Cựu giám đốc lực lượng an ninh của tập đoàn Stark Industries, tài xế và vệ sĩ của Tony Stark, đồng thời là người trông nom Peter Parker.
- Jamie Foxx trong vai Maxwell "Max" Dillon / Electro:
Một kỹ sư điện từ thực tại khác làm việc cho Oscorp Industries rồi không may biến thành một sinh vật hấp thụ và điều khiển điện năng sau một vụ tai nạn. Foxx quay trở lại với vai diễn của mình trong The Amazing Spider-Man 2 (2014) của Sony. Không giống như bộ phim trước, anh sẽ không còn được khắc hoạ với thân hình màu xanh, mà thay vào đó là màu vàng như trong truyện tranh.[18]
- Willem Dafoe trong vai Norman Osborn / Green Goblin: Một nhà khoa học và CEO của Oscorp từ một thực tại khác, người thử nghiệm một chất tăng cường sức mạnh không ổn định trên bản thân và phát triển một nhân cách điên rồ thay thế trong khi sử dụng áo giáp và thiết bị Oscorp tiên tiến. Dafoe thể hiện vai diễn của mình trong bộ ba phim Spider-Man của Sam Raimi. Công nghệ khử tuổi kỹ thuật số để đưa Dafoe giống với phiên bản 2002 của phim.
- Alfred Molina trong vai Otto Octavius / Doctor Octopus: Một nhà khoa học từ thực tại khác với bốn xúc tu thông minh nhân tạo bị hợp nhất với cơ thể sau một vụ tai nạn thí nghiệm. Molina quay trở lại đảm nhận vai diễn của mình trong Spider-Man 2 (2004) của Sony.[20] CGI được sử dụng để bù đắp cho việc ông đã cao tuổi kể từ khi làm bộ phim đó. Các xúc tu cơ học được tạo ra cũng nhờ CGI thay vì thông qua điều khiển rối như trong Spider-Man 2 (2004). Công nghệ khử tuổi kỹ thuật số để đưa Molina giống với phiên bản 2004 của phim.
- Tony Revolori trong vai Eugene "Flash" Thompson: bạn cùng lớp với Peter và từng là người đối đầu với Peter[21]
- Marisa Tomei trong vai May Parker: Dì của Peter Parker[22]

Rhys Ifans trở lại đóng vai Curt Connors / Lizard, một nhà khoa học Oscorp từ một thực tại khác, người đã cố gắng tạo ra một loại huyết thanh tái tạo để giúp mọc lại các chi và mô người, nhưng bị biến thành một con quái vật bò sát lớn. Ifans đảm nhận vai diễn của mình trong The Amazing Spider-Man (2012) của Marc Webb. Thomas Haden Church trở lại đóng vai vai Flint Marko / Sandman, một tên tội phạm đến từ một thực tại khác, người đã nhận được khả năng giống như cát sau một vụ tai nạn. Church đảm nhận vai trò của mình từ Spider-Man 3 (2007). Cả Ifans và Church đều quay lại lồng tiếng cho các nhân vật, mặc dù cảnh quay ở cuối phim khi họ trở lại hình dạng con người là cảnh quay lưu trữ từ The Amazing Spider-Man và Spider-Man 3, tương ứng. Watts đóng vai trò là người dự phòng cho Church trên phim trường bằng cách cung cấp tài liệu tham khảo ghi lại chuyển động cho bộ đôi cơ thể chưa được công nhận, người đã thay thế Church trong vai trò này. Charlie Cox trở lại vai diễn Matt Murdock, một luật sư mù ở New York, đồng thời là một anh hùng hoạt động với danh xưng Daredevil. Tom Hardy xuất hiện nhưng không được báo trước, trong cảnh mid-credit, Eddie Brock đã xuất hiện vai diễn của anh trong Vũ trụ Người Nhện của Sony - Venom.
Đảm nhận vai trò của họ từ các bộ phim Người Nhện MCU trước đó là Angourie Rice trong vai Betty Brant, bạn cùng lớp của Parker và bạn gái cũ của Leeds; Hannibal Buress trong vai Huấn luyện viên Wilson, giáo viên thể dục của Trường Khoa học và Công nghệ Midtown; Martin Starr trong vai Roger Harrington, giáo viên môn phối hợp học thuật của Parker; J.B. Smoove trong vai Julius Dell, giáo viên của Parker; và J. K. Simmons trong vai J. Jonah Jameson, người dẫn chương trình TheDailyBugle.net. Jake Gyllenhaal xuất hiện trong vai Quentin Beck / Mysterio qua cảnh quay lưu trữ từ Far From Home. Cũng xuất hiện trong phim còn có Paula Newsome trong vai quản trị viên MIT, Arian Moayed trong vai Đặc vụ kiểm soát thiệt hại Cleary, Mary Rivera trong vai bà của Ned, và Cristo Fernández trong vai một bartender phục vụ Brock. Em trai của Holland, Harry được định đóng vai khách mời trong vai một tay buôn ma túy, sau khi làm điều tương tự trong Cherry, nhưng các cảnh của anh ấy đã bị cắt khỏi bản chiếu rạp. Lexi Rabe, người đóng vai Morgan, con gái của Stark trong Avengers: Endgame (2019), cũng có một sự xuất hiện không có trong bản chiếu rạp.

## Sản xuất

### Phát triển
Trong quá trình sản xuất Người Nhện: Trở về nhà (2017), hai phần tiếp theo của Người Nhện đã được Marvel Studios và Sony Pictures lên kế hoạch. Vào tháng 6 năm 2017, ngôi sao Tom Holland cho biết bộ phim thứ 3 sẽ diễn ra trong năm cuối trung học của Peter Parker. Vào tháng 7 năm 2019, Chủ tịch Marvel Studios Kevin Feige cho biết bộ phim thứ 3 sẽ có "câu chuyện về Peter Parker chưa từng được thực hiện trên phim trước đây" do phần kết của phần thứ hai, Người Nhện xa nhà (2019), tiết lộ công khai rằng Parker là Người Nhện. Đạo diễn Jon Watts của Người Nhện: Trở về nhà và Người Nhện xa nhà bày tỏ sự quan tâm đến việc Kraven the Hunter là nhân vật phản diện chính của phần phim thứ 3.
Đến tháng 8 năm 2019, quá trình phát triển hai bộ phim Spider-Man mới đã bắt đầu với Sony hy vọng Watts và Holland sẽ trở lại cho cả hai; Holland đã ký hợp đồng trở lại với một bộ phim nữa, trong khi Watts đã hoàn thành hợp đồng hai bộ phim của mình và sẽ cần phải ký tiếp bất kỳ bộ phim nào nữa. Vào lúc đó, Marvel Studios và công ty mẹ Walt Disney Studios đã dành vài tháng để thảo luận về việc mở rộng hợp đồng với Sony. Thỏa thuận hiện tại đã cho phép Marvel và Feige sản xuất phim Người Nhện cho Sony và nhận được 5% doanh thu của họ. Sony muốn mở rộng thỏa thuận bao gồm nhiều phim hơn so với thỏa thuận ban đầu trong khi vẫn giữ nguyên các điều khoản của thỏa thuận ban đầu. Disney bày tỏ quan ngại với khối lượng công việc của Feige nhà sản xuất Vũ trụ điện ảnh Marvel (MCU) đã nhượng quyền và yêu cầu 25–50% cổ phần trong bất kỳ bộ phim nào trong tương lai mà Feige sản xuất cho Sony. Không thể đi đến thỏa thuận, Sony đã thông báo rằng hãng sẽ tiến hành bộ phim Spider-Man tiếp theo mà không có sự tham gia của Feige hoặc Marvel. Tuyên bố của họ thừa nhận rằng điều này có thể thay đổi trong tương lai, cảm ơn Feige vì công việc của anh trong hai bộ phim đầu tiên và nói rằng họ đánh giá cao "con đường mà Feige đã giúp đưa chúng tôi đi, mà chúng tôi sẽ tiếp tục."
Chris McKenna và Erik Sommers đang viết kịch bản cho bộ phim thứ ba vào thời điểm Sony đưa ra thông báo, sau khi cũng làm như vậy cho Far From Home, nhưng Watts đã nhận được đề nghị đạo diễn các bộ phim lớn cho các hãng phim khác thay vì quay trở lại nhượng quyền thương mại, bao gồm cả khả năng làm việc trên một tài sản khác cho Marvel Studios và Feige. Vào tháng 9, chủ tịch Sony Pictures Entertainment Tony Vinciquerra nói rằng "cánh cửa đàm phán đã đóng lại trong thời điểm này" về việc Người Nhện quay trở lại MCU và xác nhận rằng nhân vật này sẽ được tích hợp với vũ trụ chia sẻ của Sony — Vũ trụ Mở rộng DC. Đáp lại phản ứng dữ dội từ người hâm mộ sau thông báo, Vinciquerra nói thêm rằng "những người Marvel là những người tuyệt vời, chúng tôi rất tôn trọng họ, nhưng mặt khác, chúng tôi cũng có một số người khá tuyệt vời của riêng mình. Feige đã không làm được tất cả công việc... chúng tôi có khả năng làm những gì chúng tôi phải làm ở đây." Tuy nhiên, sau khi phản ứng của người hâm mộ này tiếp tục nổ ra tại hội nghị hai năm một lần của Disney D23, và do sự thúc đẩy của Holland người đích thân nói chuyện với Disney CEO Bob Iger và Sony Pictures Motion Picture Nhóm chủ tịch Tom Rothman, đưa các công ty quay trở lại đàm phán.
Sony và Disney đã công bố một thỏa thuận mới vào cuối tháng 9 cho phép Marvel Studios và Feige sản xuất một bộ phim Người Nhện khác cho Sony, dự kiến vào ngày 16 tháng 7 năm 2021, giữ nhân vật này trong Vũ trụ Điện ảnh Marvel. Disney được cho là đồng tài trợ 25% bộ phim để đổi lấy 25% lợi nhuận của bộ phim, đồng thời giữ lại quyền kinh doanh cho nhân vật. Thỏa thuận cũng cho phép Người Nhện của Holland xuất hiện trong một bộ phim của Marvel Studios trong tương lai. Feige nói, "Tôi rất vui vì cuộc hành trình của Spidey trong MCU sẽ tiếp tục, và tôi và tất cả chúng tôi tại Marvel Studios đều rất vui mừng vì chúng tôi sẽ tiếp tục làm việc với nó." Ông nói thêm rằng trong tương lai, Spider-Man của MCU sẽ có thể "vượt qua các vũ trụ điện ảnh" và xuất hiện trong vũ trụ chung của Sony. Sự hợp tác này được cho là "một 'cuộc gọi và câu trả lời' giữa hai nhượng quyền thương mại khi họ thừa nhận các chi tiết giữa hai thương hiệu trong cái mà sẽ được mô tả một cách lỏng lẻo như một vũ trụ chi tiết được chia sẻ". Sony mô tả các bộ phim trước đây của họ với Marvel Studios là một "sự hợp tác tuyệt vời", và nói rằng "mong muốn tiếp tục của chúng tôi ngang bằng với mong muốn của nhiều người hâm mộ." Vào thời điểm đạt được thỏa thuận mới, Watts đang bước vào cuộc đàm phán cuối cùng để chỉ đạo bộ phim.
Thảo luận về thỏa thuận mới vào tháng 10, Iger cho rằng đó là do những nỗ lực của Holland cũng như phản ứng của người hâm mộ đối với việc kết thúc hợp đồng ban đầu, nói rằng, "Tôi cảm thấy dành cho [Holland], và rõ ràng là các fan muốn điều này xảy ra." Ông nói thêm rằng trong khi đàm phán thỏa thuận cả Sony và Disney đã quên "có những người khác thực sự quan trọng." Rothman nói thêm rằng anh cảm thấy thỏa thuận này là một "đôi bên cùng có lợi. Một chiến thắng cho Sony, một chiến thắng cho Disney, một chiến thắng cho người hâm mộ." Phát biểu trở lại các báo cáo hồi tháng 8 về việc đàm phán đổ vỡ, Rothman nói rằng những tiết lộ trên phương tiện truyền thông về các cuộc thảo luận chẳng hạn như các cuộc đàm phán không nhất thiết phải phù hợp với các cuộc thảo luận thực tế đang diễn ra và ông cảm thấy rằng thỏa thuận cuối cùng sẽ xảy ra nếu không có báo cáo và bài diễn thuyết của người hâm mộ, nói rằng, "Chúng tôi sẽ đến đó, và tin tức đi trước một số điều." Cũng trong tháng 10, Zendaya được xác nhận là sẽ đóng lại vai diễn MJ của cô từ các bộ phim trước trong phần tiếp theo. Đến cuối năm, quá trình quay phim dự kiến sẽ bắt đầu vào giữa năm 2020.

### Tiền sản xuất
McKenna và Sommers bắt đầu việc viết kịch bản vào tháng 12 năm 2019. Họ coi Kraven the Hunter là nhân vật phản diện chính trong phim, đây là một ý tưởng mà Watts đã bày tỏ sự quan tâm của mình với Holland, trước khi ông hướng đến một ý tưởng câu chuyện tương tự như It's a Wonderful Life (1946), trong đó Parker thực hiện một điều ước liên quan đến danh tính bị tiết lộ công khai của mình. Ý tưởng đó đã giới thiệu Dr.Stephen Strange tới với câu chuyện, và họ bắt đầu khám phá ý tưởng về đa vũ trụ và khả năng xuất hiện các nhân vật trong các bộ phim Người Nhện trước đây. Ban đầu họ chỉ nghĩ rằng đây chỉ là một trò đùa người hâm mộ nhưng cuối cùng họ quyết định lồng ghép đầy đủ các nhân vật trong quá khứ vào cốt truyện. Sommers nói, "Một khi tập thể quyết định rằng chúng tôi sẽ thực hiện cú đánh này, chúng tôi phải cam kết và chúng tôi phải làm những gì phù hợp với câu chuyện."  Họ đã viết một cách lạc quan cho tất cả các nhân vật mà họ muốn xuất hiện trong phim trước khi những nhân vật đó được xác nhận là sẽ trở lại. Bản thảo ban đầu của bộ phim bao gồm mọi nhân vật chính trong các bộ phim Người Nhện trước đây đều trở lại, nhưng điều này đã bị thu hẹp lại vì cặp đôi viết kịch bản của phim cảm thấy họ đã "khoan[mười] nhiều hơn những gì [họ] có thể suy nghĩ". Bộ đôi viết kịch bản đã làm việc chăm chỉ để bộ phim không chỉ là "một sự phục vụ cho người hâm mộ" bằng việc sử dụng các nhân vật cũ trở lại để giúp kể câu chuyện của Peter Parker thay vì chỉ tạo ra "màn kêu gọi mọi người". Norman Osborn / Green Goblin trong ba bộ phim Người Nhện của Sam Raimi không phải là nhân vật phản diện chính trong phiên bản đầu tiên của kịch bản phim, mặc dù vẫn xuất hiện với tư cách là một nhân vật phản diện; sau khi bộ phim mất đi "các nhân vật khác", McKenna và Sommers kết luận rằng Green Goblin "phải là" nhân vật phản diện chính và viết lại kịch bản để cho anh ta cơ hội thứ hai tái hiện những hành động của mình trong Người Nhện (2002), nhưng trong một cách tối hơn và liên quan đến phiên bản Người Nhện của Holland.

### Quay phim

Một cảnh ghi hình trong quá trình sản xuất phim

Đợt quay phim thứ 2 diễn ra từ ngày 14 đến 16 tháng 10 năm 2020 ở Thành phố New York, với tựa đề dự án là Serenity Now, để chụp các tấm hiệu ứng hình ảnh và thiết lập các cảnh quay. Quá trình quay phim diễn ra ở Astoria, Sunnyside và Long Island City, các vùng lân cận ở Queens. Vào ngày 23 tháng 10, quá trình quay phim diễn ra ở Làng Greenwich ở Manhattan.
Quá trình sản xuất chuyển đến Atlanta vào ngày 25 tháng 10, với Holland, Batalon và Zendaya tham gia chụp ảnh chính, sau khi Holland hoàn thành việc ghi hình bộ phim Sony's Uncharted (2022) hai ngày trước đó. Mauro Fiore là nhà quay phim của bộ phim, thay thế nhà quay phim ban đầu Seamus McGarvey, người đã phải rời khỏi công việc sản xuất sau khi ký hợp đồng với bộ phim khác. Việc quay phim ở Atlanta diễn ra tại Trilith Studios, với các biện pháp an toàn nghiêm ngặt được áp dụng trên hệ thống âm thanh để tránh tiếp xúc với COVID-19. Để giảm bớt sự tương tác giữa dàn diễn viên và thành viên đoàn phim trên phim trường trong thời kỳ đại dịch, việc sản xuất được cho là đã dựa vào "công nghệ mới sáng tạo" đã quét các diễn viên vào một hệ thống hiệu ứng hình ảnh có thể áp dụng trang điểm và trang phục cho các diễn viên trong quá trình hậu sản xuất. Một hệ thống ánh sáng cũng được lắp đặt để báo hiệu khi nào diễn viên có thể tháo mặt nạ để quay phim và khi nào thì diễn viên và các thành viên trong đoàn phải đeo mặt nạ trong khi hoàn thành công việc quay phim. Cumberbatch bắt đầu quay các cảnh của mình ở Atlanta vào cuối tháng 11, trước khi bắt đầu thực hiện Phù thủy tối thượng trong Đa Vũ trụ hỗn loạn, bắt đầu quay vào tháng đó tại London. Quá trình quay phim kéo dài từ bảy đến tám tuần với các tựa đề làm việc là Serenity Now và The November Project, trước khi tạm nghỉ vào mùa Giáng sinh 2020.
Đến tháng 12 năm 2020, Alfred Molina được dự kiến sẽ đóng lại vai Otto Octavius / Tiến sĩ Bạch tuộc từ Spider Man 2 (2004), với Tobey Maguire đóng lại vai Peter Parker / Người Nhện trong loạt phim Người Nhện của Raimi và Andrew Garfield trở lại với vai Peter Parker / Người Nhện từ các bộ phim Người Nhện: Siêu nhện tái xuất của Webb. Vào thời điểm đó, Collider báo cáo rằng Maguire và Garfield sẽ xuất hiện trong phim cùng với Kirsten Dunst với tư cách là Mary Jane Watson trong bộ ba phim Người Nhện của Raimi và Emma Stone trong vai Gwen Stacy trong phim Người Nhện: Siêu nhện tái xuất. Bản thảo đầu tiên của kịch bản bao gồm Mary Jane, Gwen và Sally Field thể hiện lại vai diễn dì May Parker của cô ấy từ các bộ phim Người Nhện: Siêu nhện tái xuất, nhưng các nhà biên kịch cảm thấy rằng việc đưa quá nhiều nhân vật vào sẽ ảnh hưởng tiêu cực đến câu chuyện. Tin đồn về việc các diễn viên trở lại dẫn đến suy đoán và bình luận, với Richard Newby của The Hollywood Reporter tin rằng một bộ phim theo phong cách chéo có thể "giảm bớt tác động" của bộ phim hoạt hình thành công của Sony Người Nhện: Vũ trụ mới (2018). Đồng nghiệp của anh ấy, Graeme McMillan cảm thấy sự giao nhau giữa "Spider-Verse" sẽ cho phép Marvel "dọn dẹp một số kết thúc lỏng lẻo ... và thực hiện một số ước mơ của người hâm mộ trong quá trình này", đặc biệt nếu cuộc đàm phán của Marvel và Sony có nghĩa là họ muốn tách ra Người Nhện từ MCU. /Film Hoai-Tran Bui lo sợ bộ phim trở nên quá đông đúc và hi vọng rằng Holland có thể dẫn dắt một bộ phim về Người Nhện mà không có "ngôi sao hạng A lớn hơn chỉ cho anh ấy những sợi dây thừng", trong khi Adam B Vary of Variety lưu ý rằng những báo cáo này chưa được xác nhận và đặt câu hỏi liệu các diễn viên trở lại có xuất hiện nhiều hơn vai khách mời hay không. Ngay sau đó, Holland đã phủ nhận việc Maguire và Garfield sẽ xuất hiện trong phim. Nhiều diễn viên trở lại từ các bộ phim Người Nhện trước đó đã được đưa đến mặc áo choàng để giúp ngăn chặn sự tham gia của họ trong các bộ phim bị rò rỉ.  Vào khoảng Giáng sinh năm 2020, McKenna và Sommers đã viết lại phần giới thiệu của Maguire và Garfield cũng như phần lớn phần ba để các diễn viên đó bắt đầu quay phim. Họ đã không thể tập trung vào những cảnh đó sớm hơn vì họ đang bận quay nhiều cảnh đầu tiên và thứ hai trong những tháng trước.
Feige đã xác nhận vào tháng 12 năm 2020 rằng bộ phim sẽ có mối liên hệ với Phù thủy tối thượng trong Đa Vũ trụ hỗn loạn. Một tháng sau, anh ấy thảo luận về việc tiêu đề của bộ phim vẫn chưa được công bố, thừa nhận rằng nó đang được một số người gọi là Spider-Man 3 và tiết lộ rằng Marvel đang gọi nó là Homecoming 3 trong nội bộ. Charlie Cox, người đã đóng vai Matt Murdock / Daredevil trong loạt phim Netflix của Marvel Television, đã quay tài liệu cho bộ phim vào thời điểm đó. Một bức ảnh bối cảnh ở Atlanta chỉ ra rằng bộ phim sẽ được lấy bối cảnh vào mùa Giáng sinh. Quá trình quay phim được thực hiện tại trường trung học Frederick Douglass từ ngày 22 đến ngày 24 tháng 1. Tháng tiếp theo, Holland mô tả đây là bộ phim "siêu anh hùng độc lập tham vọng nhất", và một lần nữa bác bỏ những tin đồn rằng Maguire và Garfield sẽ xuất hiện. Vào cuối tháng 2, tiêu đề của bộ phim được tiết lộ là Spider-Man: No Way Home, tiếp tục quy ước đặt tên của hai bộ phim trước đây có từ "home" trong tiêu đề. Quá trình quay phim diễn ra tại Trường trung học Midtown từ ngày 19 đến ngày 21 tháng 3. Hệ thống Trường Công lập Atlanta đã ngừng cho phép các tòa nhà trong quận sử dụng làm địa điểm quay phim vì đại dịch COVID-19, nhưng đã đưa cho bộ phim này một ngoại lệ vì cả hai trường Frederick Douglass và Midtown trước đây đều được sử dụng làm địa điểm quay phim trong Người Nhện: Trở về nhà. Hannibal Buress được tiết lộ sẽ trở lại với vai trò là giáo viên thể dục Huấn luyện viên Wilson, với Buress phát hành một video âm nhạc vào tháng 8 năm 2021 tiết lộ rằng anh ấy đã quay các cảnh ở Atlanta. Tom Holland cho biết Không còn nhà sẽ có nhiều phân cảnh chiến đấu hơn hai phần trước, với nhiều pha chiến đấu tay đôi hơn.

### Hậu kỳ
Tháng 4 năm 2021, Alfred Molina xác nhận sẽ xuất hiện trong phim, bằng cách giải thích rằng ông được dặn không nói về vai diễn của mình trong phim trong quá trình sản xuất nhưng ông nhận ra rằng sự xuất hiện của mình trong phim bị đồn đoán rộng rãi. Sau đó, cũng trong tháng 4 đó, J. B. Smoove tiết lộ rằng ông sẽ quay trở lại với vai thầy giáo Julius Dell từ phim Người Nhện xa nhà (2019). Đầu tháng 5, Andrew Garfield phủ nhận chuyện anh được yêu cầu xuất hiện trong phim, nhưng anh cũng nói "đừng bao giờ nói không bao giờ", trong khi Angourie Rice tiết lộ rằng cô sẽ quay trở lại với vai Betty Brant, bạn gái cũ của Ned Leeds (bạn thân của Peter Parker).
Chủ tịch Tập đoàn Sony Pictures, Sanford Panitch thừa nhận vào tháng 5 rằng đã có sự nhầm lẫn và thất vọng từ người hâm mộ về mối quan hệ giữa SSU và MCU, nhưng ông tuyên bố rằng đã có một kế hoạch để làm rõ điều này. Ông ấy tin rằng nó đã "hiểu rõ hơn một chút đối với mọi người [về] nơi chúng tôi đang đi đến" vào thời điểm này và nói thêm rằng việc phát hành Không còn nhà sẽ tiết lộ nhiều hơn về kế hoạch này. Vary nhận xét rằng sự xuất hiện rõ ràng của các yếu tố đa vũ trụ trong Không còn nhà có thể là điều sẽ cho phép Holland xuất hiện trong cả MCU và SSU. Đoạn giới thiệu chính thức của Không còn nhà đã xác nhận sự tham gia của Jon Favreau trong vai Harold "Happy" Hogan và Benedict Wong trong vai Wong, tái hiện vai trò của họ trong các bộ phim MCU trước đây. Đoạn giới thiếu cũng đã xác nhận rằng các nhân vật Electro và Green Goblin sẽ xuất hiện trong phim. Vào tháng 9 năm 2021, Garfield một lần nữa phủ nhận việc anh tham gia bộ phim và nói rằng, "Bất kể tôi nói điều gì ... nó đều sẽ gây thất vọng với mọi người hoặc nó sẽ thực sự thú vị".

## Âm nhạc

Bìa ca khúc chủ đề của phim

Vào tháng 11 năm 2020, nhà soạn nhạc Michael Giacchino của Trở về nhà và Xa nhà được xác nhận sẽ trở lại với Không còn nhà. Album chủ đề của bộ phim được phát hành dưới dạng kỹ thuật số vào ngày 17 tháng 12 năm 2021, với một ca khúc có tựa đề "Arachnoverture" được phát hành dưới dạng đĩa đơn vào ngày 9 tháng 12 và một ca khúc khác có tên "Exit Through the Lobby" được phát hành vào ngày hôm sau.

## Quảng bá
Vào tháng 5 năm 2020, Sony đã hợp tác quảng bá với Hyundai Motor Group để giới thiệu các mô hình và công nghệ mới của họ trong bộ phim. Vào ngày 23 tháng 2 năm 2021, Holland, Batalon và Zendaya phát hành ba bức ảnh tĩnh có các nhân vật của họ trong phim cùng với các biểu trưng giả với các tiêu đề Spider-Man: Phone Home, Spider-Man: Home-Wrecker và Spider-Man: Home Slice. Jennifer Bisset của CNET gợi ý những tiêu đề và các logo này có thể đại diện cho những kẻ phản diện trong phim, bao gồm cả Electro của Foxx và Bác sĩ Bạch tuộc của Molina, trong khi Umberto Gonzalez của TheWrap gọi chúng là "nhử mồi và chuyển đổi giả ", và lưu ý rằng tiêu đề Phone Home tham chiếu đến dòng từ ET the Extra-Terrestrial (1982). Gregory Lawrence của Collider so sánh ảnh tĩnh với "kỳ quan đáng sợ / đầy cảm hứng" trong các bộ phim của Steven Spielberg, ví nó như The Goonies (1985). Ông cũng chia sẽ rằng với tiêu đề Home-Wrecker có thể mang lại cho bộ phim cảm giác giống như những bộ phim kinh dị lấy cảm hứng từ những năm 1990 và gọi tiêu đề này là một "sự ngu ngốc rất vững chắc" để kích thích người hâm mộ. Germain Lussier từ io9 cảm thấy sự khác lạ được đưa ra từ nhà sản xuất "subtle National Treasure, Indiana Jones vibes, but with hacking or something". Ngày hôm sau, tiêu đề chính thức của bộ phim được công bố, với một đoạn video cho thấy Holland, Batalon và Zendaya rời văn phòng của Watts, nơi họ nhận được các danh hiệu giả và liệu họ có thể được tin tưởng với danh hiệu thực tế được trao cho Holland trước đây đã làm tiết lộ các bí mật của Marvel. Đoạn video kết thúc bằng một tấm bảng trắng hiển thị tất cả các tựa phim khác nhau được xem xét.

## Phát hành

### Chiếu rạp
Người Nhện không còn nhà được phát hành tại Iceland vào ngày 15 tháng 12 năm 2021 và Hoa Kỳ vào ngày 17 tháng 12 năm 2021. Trước đó, bộ phim đã được ấn định ngày phát hành vào 16 tháng 7 năm 2021, nhưng sau đó đã bị lùi lại đến ngày 5 tháng 11 năm 2021, do đại dịch COVID-19.
Vào tháng 8 năm 2021, Sony và CJ 4DPlex đã công bố thỏa thuận phát hành 15 bộ phim của Sony trong ba năm ở định dạng ScreenX, bao gồm Không còn nhà. Vào tháng 11 năm 2021, bộ phim được công bố sẽ ra rạp ở Trung Quốc, khiến nó trở thành bộ phim Giai đoạn 4 đầu tiên làm được điều này vì trước đó những bộ phim như Góa phụ đen, Shang-Chi và huyền thoại Thập Luân và Chủng tộc bất tử đều không được phát hành ở quốc gia này, mặc dù đến tháng 12 năm 2021 ngày phát hành vẫn được chưa công bố, một phần vì căng thẳng ngoại giao giữa Trung Quốc và Hoa Kỳ, bao gồm cả việc Hoa Kỳ đã lên kế hoạch tẩy chay Thế vận hội Mùa đông Bắc Kinh 2022. Chính quyền Trung Quốc đã yêu cầu xóa Tượng Nữ thần Tự do khỏi bộ phim, nhưng Sony đã từ chối.

#### Phiên bản nhiều điều thú vị hơn

Áp phích phát hành rạp chiếu cho Phiên bản nhiều điều thú vị hơn tại Việt Nam. Đây được coi là một cải tiến so với áp phích gốc vì nó có tất cả các nhân vật trước đây được giữ bí mật với việc tiếp thị của bản phát hành gốc.

Phần cắt mở rộng của bộ phim, có tựa đề là Phiên bản nhiều điều thú vị hơn (The More Fun Stuff Version), đã được công bố vào tháng 6 năm 2022. Bản phát hành lại kỷ niệm 60 năm Người Nhện trong truyện tranh và 20 năm Người Nhện trong phim, và có khoảng 13 biên bản của các cảnh bổ sung và bị xóa. Các phần bổ sung bao gồm: phần giới thiệu từ Holland, Maguire và Garfield; cảnh bổ sung của Parker và May bị thẩm vấn bởi Cục Kiểm soát Thiệt hại; cảnh với Harry, em trai của Holland trong vai một tên trộm đã bị cắt khỏi bản gốc; Daily Bugle báo cáo về ngày đầu tiên trở lại trường của Parker và sự xuất hiện của Dillon và Marko; cảnh bổ sung của Parker ở trường; Brant phỏng vấn Parker, các giáo viên của anh ấy và các bạn cùng lớp của anh ấy; cảnh bổ sung trong tầng hầm của Sanctum New York; một cảnh có May, Parker, và những kẻ phản diện trong thang máy khi đang trên đường đến căn hộ của Hogan; một cảnh bổ sung với Murdock; cảnh bổ sung của ba Parker; và một cảnh post-credit mới, thay thế cho Doctor Strange trong đoạn giới thiệu teaser của Multiverse of Madness, giới thiệu tác dụng của phép thuật thứ hai của Strange.
Phiên bản nhiều điều thú vị hơn được phát hành tại các rạp bắt đầu từ ngày 31 tháng 8 năm 2022, ở Indonesia, tiếp theo là Hoa Kỳ và Canada, cùng các quốc gia khác, vào ngày 1 tháng 9, sau đó tiếp tục phát hành tại một số thị trường khác đến hết ngày 9 tháng 9. Phim sau đó sẽ được phát hành ở Ý vào ngày 18 tháng 9, ở Tây Ban Nha vào ngày 23 tháng 9 và ở Hàn Quốc vào ngày 6 tháng 10. Áp phích cho phần cắt mở rộng được coi là một cải tiến so với hoạt động tiếp thị của bản phát hành gốc, vì nó có thể để giới thiệu tất cả các nhân vật trước đây được giữ bí mật trước khi bộ phim được phát hành. Shrishty Mishra tại Collider cho biết đây là "Avengers áp phích kiểu [với] sự pha trộn hoàn hảo của cảm giác đa vũ trụ, kết hợp với hiệu ứng 'Where's Waldo'". Anthony Lund của MovieWeb gọi đây là "áp phích hoành tráng mà [người hâm mộ] đã kêu gọi". Russ Burlingame của ComicBook.com cho biết áp phích là thứ mà "tất cả chúng ta đang chờ đợi" và "một sự thay đổi lớn trong cách [Sony] ban đầu quảng bá bộ phim" vì họ "tiếp tục đóng vai khách mời" sau khi bộ phim được phát hành.

### Truyền thông gia đình
Người Nhện: Không còn nhà được Sony Pictures Home Entertainment phát hành dưới dạng kỹ thuật số vào ngày 15 tháng 3 năm 2022, và trên Ultra HD Blu-ray, Blu-ray và DVD vào ngày 12 tháng 4 năm 2022. Về mặt kỹ thuật số, bộ phim là cũng có sẵn trong một gói ba phim bao gồm tất cả các phim Người Nhện của Marvel Studios, cũng như một gói tám phim bao gồm các phim của Holland, Maguire và Garfield. Sony chuyển bản phát hành kỹ thuật số lên ngày 15 tháng 3 từ ngày 22 tháng 3 năm 2022, sau khi các phiên bản Blu-ray của phim bị rò rỉ trên các trang web torrent. Các phương tiện truyền thông gia đình bao gồm một cuộn phim gag và nhiều câu chuyện hậu trường khác nhau, bao gồm hai cuộc thảo luận bàn tròn: một với Dafoe, Molina và Foxx, và một với Holland, Maguire và Garfield. Nó có nhiều lượt mua kỹ thuật số trước khi phát hành nhất trên Vudu, vượt qua lượt mua cho Avengers: Endgame. Để thông báo về ngày phát hành trên các phương tiện truyền thông gia đình, Sony và các tài khoản mạng xã hội của bộ phim đã đăng một bức ảnh của Holland, Maguire và Garfield tái hiện một meme nổi tiếng từ loạt phim truyền hình Người Nhện năm 1967 với nhiều Người Nhện chĩa vào nhau; các tweet của hình ảnh đã thu hút hơn 10.000 lượt retweet trong vòng vài phút sau khi được đăng. Trong tuần đầu tiên ra mắt, bộ phim đã bán được hơn 2,1 triệu đơn vị kỹ thuật số tại Hoa Kỳ, tương đương 42 triệu đô la; đây là một kỷ lục cho tuần đầu tiên của một bộ phim có sẵn trên bản phát hành kỹ thuật số.
Bộ phim được phát hành trên Starz sau khi phát hành tại rạp chiếu phim và phương tiện truyền thông gia đình, bộ phim cuối cùng được Sony phát hành với bản phát hành video trực tuyến giới hạn độc quyền theo yêu cầu (SVOD) trên Starz. Các bộ phim tiếp theo sẽ được phát hành trên Netflix sau khi phát hành tại rạp và trên phương tiện truyền thông gia đình, cho đến năm 2026. Ngoài ra, vào tháng 4 năm 2021, Sony ký thoả thuận với Disney để cho Disney quyền truy cập vào các nội dung kế thừa của Sony, bao gồm các phim Người Nhện trước đó và các phim về các nhân vật Marvel của Sony, để phát trên Disney+ và Hulu cũng như trên các mạng lưới truyền hình tuyến tính của Disney. Disney sẽ có quyền truy cập các phim của Sony sau khi các phim đó có sẵn trên Netflix. Vào tháng 2 năm 2022, Sony mở rộng hợp đồng đã có từ trước với WarnerMedia để cung cấp phim của họ trên HBO Max và HBO khắp Trung Đông Âu, trong đó có No Way Home.

## Đón nhận

### Doanh thu phòng vé
Người Nhện: Không còn nhà đã thu về 804,8 triệu USD ở Hoa Kỳ và Canada, 1,096 tỷ USD ở các vùng lãnh thổ khác với tổng số doanh thu là 1,901 tỷ USD trên toàn thế giới. Đây là bộ phim có doanh thu cao nhất năm 2021, phim có doanh thu cao thứ sáu mọi thời đại, phim có doanh thu cao thứ ba ở Hoa Kỳ và Canada, phim Người Nhện có doanh thu cao nhất và phim có doanh thu cao nhất do Sony phát hành. Không còn nhà cũng là bộ phim đầu tiên kể từ Star Wars: Jedi cuối cùng (2019) đạt doanh thu hơn 1 tỷ USD, trở thành bộ phim thứ ba đạt được cột mốc đó mọi thời đại và là bộ phim đầu tiên làm được điều này trong thời gian bùng phát đại dịch COVID-19. Bộ phim đã vượt qua Jumanji: Trò chơi kỳ ảo (2017) để trở thành bộ phim có doanh thu cao nhất của Sony Pictures tại Bắc Mỹ. Dựa trên tổng doanh thu dự kiến cuối cùng trên toàn thế giới là 1,75 tỷ USD (con số này đã bị vượt qua), Deadline Hollywood ước tính lợi nhuận ròng cuối cùng của bộ phim là 610 triệu USD, chiếm ngân sách sản xuất, tiếp thị, và các chi phí khác so với doanh thu phòng vé và doanh thu truyền thông gia đình. Bộ phim đã đưa doanh thu toàn cầu của Cineworld, nhà điều hành rạp chiếu phim lớn thứ hai thế giới, trở lại mức 88% của năm 2019.
Tại Hoa Kỳ và Canada, Không còn nhà đã thu về 121,85 triệu USD (bao gồm 50 triệu USD từ các bản xem trước vào tối thứ năm) trong ngày đầu công chiếu, trở thành bộ phim có doanh thu mở màn cao thứ hai chỉ sau Hồi kết (157,4 triệu USD) và là phim có doanh thu mở màn cao nhất trong tháng 12. Trong tuần đầu công chiếu, phim đã thu về 260 triệu USD, vượt qua Avengers: Cuộc chiến vô cực (257,7 triệu USD) để trở thành bộ phim có doanh thu phòng vé nội địa mở màn cao thứ hai mọi thời đại. Tính đến ngày 9 tháng 1 năm 2022, ước tính có khoảng 54,4 triệu người đã xem Không còn nhà tại các rạp ở Hoa Kỳ và Canada. Bộ phim liên tiếp đứng đầu phòng vé trong ba ngày cuối tuần cho đến khi nó bị truất ngôi đầu vào tuần thứ năm bởi Scream. Trong tuần phát hành thứ sáu, Không còn nhà đã giành lại vị trí đầu bảng tại phòng vé. Bộ phim một lần nữa giữ vị trí số một trong tuần thứ bảy phát hành. Vào tháng 3 năm 2022, bộ phim đã vượt mốc 800 triệu USD ở Hoa Kỳ và Canada, trở thành bộ phim thứ ba làm được điều này sau Chiến tranh giữa các vì sao: Thần lực thức tỉnh (2015) và Hồi kết. Nhà phân tích truyền thông cấp cao của Comscore, Paul Dergarabedian gọi bộ phim "được cho là quan trọng nhất đối với ngành chiếu phim từ trước đến nay", vì nó đã giúp cho thấy khả năng tồn tại của ngành chiếu phim trong khi ngành công nghiệp phục hồi từ đại dịch COVID-19. Bộ phim tụt xuống vị trí thứ 11 vào cuối tuần thứ 15.
Không còn nhà thu về 43,6 triệu USD từ 15 thị trường khác nhau trong ngày đầu công chiếu, trong đó Sony nắm giữ kỷ lục ngày mở màn tốt nhất tại Hàn Quốc, Vương quốc Anh, Mexico, Ý và Đài Loan. Tại Hàn Quốc, phim đã thu về 5,28 triệu USD trong ngày đầu công chiếu, qua đó đánh bại Xa nhà trong cùng khoảng thời gian, đây cũng là con số lớn nhất trong một ngày đối với bất kỳ bộ phim nào trong thời kỳ đại dịch. Tại Vương quốc Anh, phim đã đánh bại kỷ lục phòng vé mở màn của Không phải lúc chết với số doanh thu là 7,6 triệu bảng Anh (10,1 triệu USD). Tại Ấn Độ, doanh thu phòng vé của bộ phim trong ngày đầu công chiếu là từ 320 triệu Yên (4,2 triệu USD) đến 345 triệu Yên (4,5 triệu USD), đánh bại Hồi kết và bộ phim Ấn Độ Sooryavanshi (2021). Trong 5 ngày đầu công chiếu, phim đã thu về 340,8 triệu USD từ 60 thị trường. Tại Mỹ Latinh tính đến ngày 16 tháng 1 năm 2022, Không còn nhà trở thành bộ phim có doanh thu cao nhất mọi thời đại ở Mexico (72 triệu USD) và cao thứ hai mọi thời đại ở Brazil (50,4 triệu USD), Trung Mỹ (12,6 triệu USD) và Ecuador (7,9 triệu USD). Tính đến ngày 27 tháng 2 năm 2022, các thị trường có doanh thu cao nhất của phim là Vương quốc Anh (127,3 triệu USD), Mexico (76,2 triệu USD), Úc (67,9 triệu USD), Pháp (65,2 triệu USD) và Hàn Quốc (63,1 triệu USD).

#### Kỷ lục phòng vé
Vé xem của bộ phim được bán vào nửa đêm ngày 29 tháng 11 năm 2021, một số trang web bán vé như Fandango và AMC Theatres đã bị sụp đổ do lượng người dùng cố gắng mua vé cao. Doanh thu bán vé trên Fandango đã vượt qua doanh thu bán vé của Góa phụ đen chỉ trong hai giờ và đến cuối ngày, Không còn nhà trở thành bộ phim đứng thứ hai trong nhóm doanh thu ngày đầu bán vé cao nhất xếp sau Hồi kết, đồng thời vượt qua doanh thu bán vé 24 giờ của Avengers: Cuộc chiến vô cực, Star Wars: Jedi cuối cùng (2017), Người Nhện xa nhà, Star Wars: Sự trỗi dậy của Skywalker và Rogue One (2016). Không còn nhà có doanh thu bán vé trong một ngày cao thứ hai trên AMC, giám đốc điều hành của công ty Adam Aron cho rằng điều này là do các token không thể thay thế (NFT) mang chủ đề Người Nhện.
Phim cũng lập kỷ lục ở Mexico với 7 triệu USD tiền bán vé trong ngày đầu tiên, cao hơn 40% so với Hồi kết. Tại Vương quốc Anh, bộ phim đã bán chạy hơn so với Không phải lúc chết ba lần trong cùng khoảng thời gian mười hai ngày trước khi phát hành, trong khi doanh thu bán vé ở Brazil cao hơn Hồi kết 5% vào cùng thời điểm. Phim cũng vượt qua các kỷ lục doanh thu bán vé trước đó của bộ Star Wars: Sự trỗi dậy của Skywalker ở Ba Lan và Không phải lúc chết ở Bồ Đào Nha. Các thị trường khác có doanh thu bán vé trước ngày phát hành tốt nhất bao gồm Tây Ban Nha, Brazil và Trung Mỹ.

### Đánh giá chuyên môn
Trang web tổng hợp bài phê bình Rotten Tomatoes báo cáo tỷ lệ phê duyệt là 93%, với điểm trung bình là 7,9/10, dựa trên 378 bài phê bình, trang web viết: "Phần tiếp theo của loạt phim Người Nhện đã thú vị hơn, táo bạo hơn, Không còn nhà mở rộng phạm vi và cổ phần của nhượng quyền thương mại mà không làm mất đi sự hài hước và trái tim của nó." Trên Metacritic, bộ phim có điểm trung bình là 71/100, dựa trên 59 bài đánh giá, cho thấy "các bài đánh giá nhìn chung là thuận lợi". Khán giả do CinemaScore thăm dò đã chấm điểm "A +" hiếm hoi cho bộ phim trên thang điểm A + đến F, trở thành bộ phim Người Nhện đầu tiên và là bộ phim MCU thứ tư đạt điểm sau Biệt đội siêu anh hùng (2012), Black Panther: Chiến binh Báo Đen (2018), và Avengers: Hồi kết (2019). PostTrak báo cáo rằng 95% khán giả cho điểm tích cực, với 89% nói rằng họ chắc chắn sẽ giới thiệu nó.
Brian Lowry của CNN đã ca ngợi sự hài hước và viết: "Tuy nhiên, điều đã rõ ràng là bộ phim này được hình thành để được thưởng thức và thưởng thức. Và trong một hiện tượng ngày càng trở thành một hiện tượng khó nắm bắt, sẽ bao gồm những tiếng hò reo từ những người hâm mộ tán thưởng tại rạp, nơi "Người Nhện" sẽ tiết lộ bí mật đầu tiên". Richard Roeper của Chicago Sun-Times đã cho bộ phim 3 trên 4 điểm và khen ngợi diễn xuất của Holland và Zendaya, viết: "Không có gì mới hoặc đặc biệt đáng nhớ về CGI có thể sử dụng và các hiệu ứng thực tế, nhưng chúng tôi vẫn đầu tư phần lớn vào kết quả bởi vì Holland vẫn là người giỏi nhất trong số những Người Nhện điện ảnh, trong khi Zendaya luôn thể hiện trái tim, sự thông minh và ấm áp trong mỗi khoảnh khắc cô ấy xuất hiện trên màn ảnh. Chúng tôi tiếp tục tận tâm giúp đỡ hai người này để làm nên điều đó, ngay cả khi đa vũ trụ không phải lúc nào cũng đứng về phía họ". Ngược lại, Bilge Ebiri của Vulture gọi bộ phim là "tầm thường", tuy nhiên anh ca ngợi Dafoe - người mà anh ấy nói rằng: "một lần nữa có được niềm vui khiêm tốn với bản thân bị chia rẽ của nhân vật do anh ta thủ vai" - và Garfield, anh gọi anh ta là một "niềm vui thực sự" và đặt tên màn trình diễn tốt nhất của anh ta.

### Giải thưởng
Phim được đưa vào danh sách sơ bộ các đề cử tiềm năng cho Giải Oscar lần thứ 94 ở hạng mục Hòa âm hay nhất và Hiệu ứng hình ảnh xuất sắc nhất với các đề cử cuối cùng sẽ được công bố vào ngày 8 tháng 2 năm 2022.
| Giải thưởng                                                             | Ngày diễn ra        | Hạng mục                                                                           | Người nhận                                                                                            | Kết quả      | T.k             |
| ----------------------------------------------------------------------- | ------------------- | ---------------------------------------------------------------------------------- | --- | ------------ | --------------- |
| Liên hoan phim quốc tế Capri Hollywood                                  | 3 tháng 1 năm 2022  | Chỉnh sửa âm thanh xuất sắc nhất                                                   | Người Nhện: Không còn nhà                                                                             | Đoạt giải    | [ 160 ]         |
| Liên hoan phim quốc tế Capri Hollywood                                  | 3 tháng 1 năm 2022  | Trộn âm thanh xuất sắc nhất                                                        | Người Nhện: Không còn nhà                                                                             | Đoạt giải    | [ 160 ]         |
| Liên hoan phim quốc tế Capri Hollywood                                  | 3 tháng 1 năm 2022  | Hiệu ứng hình ảnh tốt nhất                                                         | Người Nhện: Không còn nhà                                                                             | Đoạt giải    | [ 160 ]         |
| Hiệp hội phê bình phim San Diego                                        | 10 tháng 1 năm 2022 | Hiệu ứng hình ảnh tốt nhất                                                         | Người Nhện: Không còn nhà                                                                             | Đề cử        | [ 161 ] [ 162 ] |
| Hiệp hội phê bình phim Austin                                           | 11 tháng 1 năm 2022 | Các pha nguy hiểm hay nhất                                                         | Người Nhện: Không còn nhà                                                                             | Đề cử        | [ 163 ] [ 164 ] |
| Rotten Tomatoes                                                         | 11 tháng 1 năm 2022 | Bộ phim hay nhất của năm 2021                                                      | Người Nhện: Không còn nhà                                                                             | Đoạt giải    | [ 165 ]         |
| Rotten Tomatoes                                                         | 11 tháng 1 năm 2022 | Phim phát hành rộng rãi hay nhất năm 2021                                          | Người Nhện: Không còn nhà                                                                             | Đoạt giải    | [ 166 ]         |
| Rotten Tomatoes                                                         | 11 tháng 1 năm 2022 | Phim truyện hay nhất năm 2021                                                      | Người Nhện: Không còn nhà                                                                             | Đoạt giải    | [ 167 ]         |
| Hiệp hội phê bình phim Georgia                                          | 14 tháng 1 năm 2022 | Giải thưởng Oglethorpe cho sự xuất sắc trong điện ảnh Georgia                      | Jon Watts, Chris McKenna, Erik Sommers                                                                | Đoạt giải    | [ 168 ]         |
| Hiệp hội phê bình phim Seattle                                          | 17 tháng 1 năm 2022 | Hiệu ứng hình ảnh tốt nhất                                                         | Kelly Port, Chris Waegner, Scott Edelstein, Dan Sudick                                                | Đề cử        | [ 169 ]         |
| Hiệp hội phê bình phim Seattle                                          | 17 tháng 1 năm 2022 | Nhân vật phản diện của năm                                                         | Willem Dafoe                                                                                          | Đề cử        | [ 169 ]         |
| Hiệp hội phê bình phim Houston                                          | 19 tháng 2 năm 2022 | Diễn viên đóng thế tốt nhất                                                        | Người Nhện: Không còn nhà                                                                             | Chưa công bố | [ 170 ]         |
| Hiệp hội phê bình phim trực tuyến                                       | 24 tháng 2 năm 2022 | Hiệu ứng hình ảnh tốt nhất                                                         | Người Nhện: Không còn nhà                                                                             | Đề cử        | [ 171 ] [ 172 ] |
| Hội phê bình phim London                                                | 6 tháng 2 năm 2021  | Diễn viên người Anh/Ailen của năm                                                  | Andrew Garfield                                                                                       | Đoạt giải    | [ 173 ]         |
| Hiệp hội phê bình nhạc phim quốc tế                                     | 17 tháng 2 năm 2022 | Điểm gốc tốt nhất cho phim giả tưởng/khoa học viễn tưởng/kinh dị                   | Michael Giacchino                                                                                     | Đề cử        | [ 174 ]         |
| Hiệp hội phê bình nhạc phim quốc tế                                     | 17 tháng 2 năm 2022 | Sáng tác nhạc phim của năm                                                         | "Arachnoverture" bởi Michael Giacchino                                                                | Đoạt giải    | [ 174 ]         |
| Set Decorators Society of America                                       | 22 tháng 2 năm 2022 | Xuất sắc nhất trong trang trí/thiết kế phim khoa học viễn tưởng hoặc giả tưởng     | Rosemary Brandenburg (Set Decoration); Darren Gilford (Production Design)                             | Đề cử        | [ 175 ]         |
| Giải thưởng phim Gold Derby                                             | 27 tháng 2 năm 2022 | Hiệu ứng hình ảnh tốt nhất                                                         | Kelly Port, Chris Waegner, Scott Edelstein, và Dan Sudick                                             | Chưa công bố | [ 176 ]         |
| Hiệp hội hiệu ứng hình ảnh                                              | 8 tháng 3 năm 2022  | Hiệu ứng hình ảnh tốt nhất trong tính năng ảnh chân thực                           | Kelly Port, Julia Neighly, Chris Waegner, Scott Edelstein, Dan Sudick                                 | Chưa công bố | [ 177 ]         |
| Hiệp hội hiệu ứng hình ảnh                                              | 8 tháng 3 năm 2022  | Môi trường được tạo tốt nhất trong tính năng quang học                             | "The Mirror Dimension" – Eric Le Dieu de Ville, Thomas Dotheij, Ryan Olliffe, Claire Le Teuff         | Chưa công bố | [ 177 ]         |
| Hiệp hội hiệu ứng hình ảnh                                              | 8 tháng 3 năm 2022  | Bố cục & Ánh sáng tốt nhất trong một tính năng                                     | "Liberty Island Battle & Christmas Swing Finale" – Zac Campbell, Frida Nerdal, Louis Corr, Kelvin Yee | Chưa công bố | [ 177 ]         |
| Hiệp hội Nhà thiết kế Trang phục                                        | 9 tháng 3 năm 2022  | Xuất sắc trong phim khoa học viễn tưởng/Giả tưởng                                  | Sanja M. Hays                                                                                         | Chưa công bố | [ 178 ]         |
| Giải thưởng Golden Reel (Trình chỉnh sửa âm thanh hình ảnh chuyển động) | 13 tháng 3 năm 2022 | Xuất sắc trong việc biên tập âm thanh - Hiệu ứng âm thanh và Foley cho phim truyện | Anthony Lamberti (Sound Designer); Steven Ticknor (Supervising Sound Editor)                          | Chưa công bố | [ 179 ]         |
| Hiệp hội Diễn viên Hoa Kỳ                                               | 17 tháng 3 năm 2022 | Giải thưởng Zeitgeist                                                              | Sarah Halley Finn, Chase Paris, Tara Feldstein Bennett, and Molly Doyle                               | Chưa công bố | [ 180 ]         |
| Critics' Choice Super Awards                                            | 17 tháng 3 năm 2022 | Phim siêu anh hùng hay nhất                                                        | Người Nhện: Không còn nhà                                                                             | Chưa công bố | [ 181 ]         |
| Critics' Choice Super Awards                                            | 17 tháng 3 năm 2022 | Nam diễn viên chính xuất sắc nhất trong phim siêu anh hùng                         | Andrew Garfield                                                                                       | Chưa công bố | [ 181 ]         |
| Critics' Choice Super Awards                                            | 17 tháng 3 năm 2022 | Nam diễn viên chính xuất sắc nhất trong phim siêu anh hùng                         | Tom Holland                                                                                           | Chưa công bố | [ 181 ]         |
| Critics' Choice Super Awards                                            | 17 tháng 3 năm 2022 | Nữ diễn viên chính xuất sắc nhất trong phim siêu anh hùng                          | Zendaya                                                                                               | Chưa công bố | [ 181 ]         |
| Critics' Choice Super Awards                                            | 17 tháng 3 năm 2022 | Nhân vật phản diện xuất sắc nhất trong phim                                        | Willem Dafoe                                                                                          | Chưa công bố | [ 181 ]         |
| Giải thưởng Điện ảnh Xã hội                                             | 19 tháng 3 năm 2022 | Xuất sắc trong việc trộn âm thanh cho hình ảnh chuyển động - Live Action           | Willie Burton, Kevin O'Connell, Tony Lamberti, Warren Brown, Howard London, Randy K. Singer           | Chưa công bố | [ 182 ]         |
| Giải Oscar                                                              | 27 tháng 3 năm 2022 | Hiệu ứng hình ảnh xuất sắc nhất                                                    | Kelly Port, Chris Waegner, Scott Edelstein, and Dan Sudick                                            | Chưa công bố | [ 183 ]         |

## Phần tiếp nối
Đến tháng 8 năm 2019, một bộ phim thứ 4 trong nhượng quyền thương mại đang được phát triển cùng với bộ phim thứ 3. Vào tháng 2 năm 2021, Holland cho biết Không còn nhà là bộ phim cuối cùng theo hợp đồng của anh với Marvel và Sony, nhưng anh rất mong được trở lại nếu nhận được lời mời. Một tháng sau, Holland cho biết anh không dám chắc việc mình có nên tiếp tục làm phim Người Nhện hay không và cảm thấy mình đã "làm sai" nếu vẫn thể hiện nhân vật ở độ tuổi 30. Thay vào đó, anh bày tỏ sự quan tâm đến một bộ phim tập trung vào phiên bản Miles Morales của Người Nhện. Mặc dù vậy, nhà sản xuất Amy Pascal hy vọng sẽ tiếp tục được hợp tác với Holland trong các bộ phim về Người Nhện trong tương lai. Vào cuối tháng 11, Pascal cho biết đã có kế hoạch cho một bộ phim Người Nhện khác với sự tham gia của Holland mặc dù Sony vẫn chưa có kế hoạch chính thức cho các bộ phim Người Nhện MCU.
Feige đã xác nhận vào tháng 12 rằng anh và Pascal, cùng với Sony và Disney, đang tích cực bắt đầu phát triển cốt truyện cho bộ phim Người Nhện tiếp theo sau "quyết định quan trọng" của Parker trong Không còn nhà, đồng thời hứa rằng sự hợp tác giữa Sony và Disney sẽ không bị phá vỡ một lần nữa như trong quá trình sản xuất Không còn nhà.